# Erleboden
Das Gebiet Erleboden ist ein mit Verordnung vom 4. Dezember 2015 durch die Körperschaftsforstdirektion Freiburg ausgewiesener Bannwald (Schutzgebiet-Nummer 101040) bei Utzenfeld im Landkreis Lörrach in Baden-Württemberg.

## Lage
Der Bannwald befindet sich nördlich von Utzenfeld. Es handelt sich um eine strukturreiche Weidfeldsukzession an einem nordexponierten Hang, die v. a. aus Buche, Birke und Bergahorn besteht. Die Bestockung besitzt einen niederwaldartigen Charakter. Es kommen kleinere Felsen vor und auf den offenen Flächen findet sich Halbtrockenrasen.
Das Schutzgebiet liegt im Gemeindewald Utzenfeld und hat die Flurstück-Nr. 087105-000-00001/000.
Der Bannwald ist Teil des FFH-Gebiets Belchen (FFH-Gebiet) und der Bannwald ist Teil des Vogelschutzgebiets Südschwarzwald. Der Bannwald liegt im Biosphärengebiet Schwarzwald.
Im Schutzgebiet liegen zwei Biotope: Felsgebilde S Utzenfeld mit der Biotopnummer 282133360261 und Weidfeldsukzession S Utzenfeld mit der Biotopnummer 282133360202.

## Geologie
Der Untergrund besteht überwiegend aus einem trockenen Block- und Felshang. Bei den Felsen im Gebiet handelt es sich um Silikatgestein.

## Vegetation
Im Bannwald kommen laut Waldbiotopkartierung die folgenden Arten vor:
Berg-Ahorn, Braunstieliger Streifenfarn, Hänge-Birke, Besenheide, Gemeine Hasel, Drahtschmiele, Breitblättriger Dornfarn, Rotbuche,
Weißliche Hainsimse, Gemeine Fichte, Gewöhnlicher Tüpfelfarn, Traubeneiche, Gebirgs-Rose, Vogelbeere, Sommerlinde, Heidelbeere,
Schwarz-Erle, Wald-Frauenfarn, Eingriffeliger Weißdorn, Gewöhnlicher Dornfarn, Echter Wurmfarn, Faulbaum, Harzer Labkraut, Kleines Habichtskraut,
Wald-Hainsimse, Holzapfel, Wald-Sauerklee, Blutwurz, Fuchssches Greiskraut, Salbei-Gamander, Sumpf-Veilchen.

## Schutzzweck
Der Schutzzweck des Bannwalds ist gemäß Schutzgebietsverordnung
- Die in den durch ihre Nutzungsgeschichte geprägten Bergmischwäldern des Südschwarzwalds einen vom Menschen unbeeinflussten Ablauf der natürlichen Prozesse zu gewährleisten (Prozessschutz) und hierüber die Eigendynamik natürlicher oder naturnaher Ökosysteme einschließlich der Standorte sowie der sich daraus ergebenden Vielfalt an charakteristischen Lebensräumen, Tieren, Pflanzen und anderen Organismen auf Dauer zu schützen.
- Die Bannwälder dienen neben dem Schutz von Natur und natürlichen Prozessen insbesondere auch der Erhaltung genetischer Ressourcen sowie der wissenschaftlichen Beobachtung und Erforschung.

## Betreuung
Wissenschaftlich betreut wird der Bannwald durch die Forstliche Versuchs- und Forschungsanstalt Baden-Württemberg (BVA).